# Ramsey Lewis
Ramsey Lewis (Chicago, 1935. május 27. – Chicago, 2022. szeptember 12.) amerikai dzsesszzongorista. Három Grammy-díja (1965, 1966, 1973) mellett négy jelölése is volt.

## Pályafutása
Négyéves korától tanult klasszikus zongorázást. Tizenöt évesen tagja lett a héttagú The Cleffs dzsesszegyüttesnek, amiből később a Ramsey Lewis trió alakult meg.
Első albuma (Ramsey Lewis and the Gentlemen of Swing) 1956-ban jelent meg. 1958-ban Lewis és triója a vibrafonos Lem Winchester debütáló albumát készítette el.
Ramsey Lewis 1965-ben vált nemzetközileg ismertté The In Crowd című albumával és 1966-ban ezért Grammy-díjat is kapott.
Appassionata című albuma klasszikus témákat dolgoz fel. A Meant To Be albumon Nancy Wilson is énekesnő is szerepel. 2005-ben jelent meg egy gospelt idéző albuma (One Voice).
A fiatal tehetségek népszerűsítésével is aktívan foglalkozott.

## Lemezválogatás
- Ramsey Lewis and his Gentle-men of Swing (1956)
- Ramsey Lewis and his Gentle-men of Jazz (1957)
- A Tribute to Clifford Brown (1958)
- Down to Earth (1959)
- An Hour with the Ramsey Lewis Trio (1960)
- Stretching Out (Argo, 1960)
- The Ramsey Lewis Trio in Chicago (1960)
- More Music from the Soil (Argo, 1961)
- Never on Sunday (Argo, 1961)
- Sound of Christmas (1961)
- The Sound of Spring (1962)
- Country Meets the Blues (1962)
- Bossa Nova (1963)
- Pot Luck (1963)
- Barefoot Sunday Blues (1963)
- Bach to the Blues (1964)
- The Ramsey Lewis Trio at the Bohemian Caverns (1964)
- More Sounds of Christmas (1964)
- You Better Believe Me (1965)
- The In Crowd (1965)
- Hang On Ramsey! (1965)
- The Movie Album (1966)

## Díjai
Grammy-díjak:
1966: Best Jazz Performance Small Group
1967: Best Rhythm-and-Blues-Band
1974: Best Rhythm-and-Blues-Instrumental